# Jack Cardiff
Jack Cardiff (Great Yarmouth, 18 settembre 1914 – Londra, 22 aprile 2009) è stato un direttore della fotografia e regista inglese. Considerato uno dei migliori direttori della fotografia, vinse due Oscar e due Golden Globe.

## Biografia
Jack Cardiff era considerato un enfant prodige  già a 4 anni. Negli anni '30 acquistò reputazione come operatore e lavorò con Ray Rennahan in Sangue gitano  primo film britannico in Technicolor. Da direttore della fotografia Cardiff lavorò quasi esclusivamente in film a colori.

## Filmografia

### Direttore della fotografia
- Gli ultimi giorni di Pompei (The Last Days of Pompeii), regia di Merian C. Cooper e Ernest B. Schoedsack (1935) - non accreditato
- Sinfonia di Roma, regia di Giacomo Gentilomo - cortometraggio (1937)
- Caccia alla volpe nella campagna romana, regia di Alessandro Blasetti (1938)
- Cesare e Cleopatra (Caesar and Cleopatra), regia di Gabriel Pascal (1945)
- Scala al paradiso (A Matter of Life and Death), regia di Michael Powell e Emeric Pressburger (1946)
- Narciso nero (Black Narcissus), regia di Michael Powell e Emeric Pressburger (1947)
- Scarpette rosse (The Red Shoes), regia di Michael Powell e Emeric Pressburger (1948)
- La tragedia del capitano Scott (Scott of the Antarctic), regia di Charles Frend (1948)
- Il peccato di Lady Considine (Under Capricorn), regia di Alfred Hitchcock (1949)
- La rosa nera (The Black Rose), regia di Henry Hathaway (1950)
- La regina d'Africa (The African Queen), regia di John Huston (1951)
- Stupenda conquista (The Magic Box), regia di John Boulting (1952)
- Il principe di Scozia (The Master of Ballantrae), regia di William Keighley (1953)
- Il maestro di Don Giovanni (Crossed Swords), regia di Milton Krims (1953)
- La contessa scalza (The Barefoot Contessa), regia di Joseph L. Mankiewicz (1954)
- Guerra e pace (War and Peace), regia di King Vidor (1956)
- La più grande corrida (The Brave One), regia di Irving Rapper (1956)
- Il principe e la ballerina (The Prince and the Showgirl), regia di Laurence Olivier (1957)
- Timbuctù (Legend of the Lost - Arenas de muerte), regia di Henry Hathaway (1957)
- I vichinghi (The Vikings), regia di Richard Fleischer (1958)
- Fanny, regia di Joshua Logan (1961)
- Un magnifico ceffo da galera (Scalawag), regia di Kirk Douglas e Zoran Calic (1973)
- A cavallo di un pony selvaggio (Ride a Wild Pony), regia di Don Chaffey (1975)
- Il principe e il povero (The Prince and the Pauper), regia di Richard Fleischer (1977)
- Assassinio sul Nilo (Death on the Nile), regia di John Guillermin (1978)
- The Fifth Musketeer, regia di Ken Annakin (1979)
- Avalanche Express, regia di Mark Robson (1979)
- Alla 39ª eclisse (The Awakening), regia di Mike Newell (1980)
- Storie di fantasmi (Ghost Story), regia di John Irvin (1981)
- L'avventuriera perversa (The Wicked Lady), regia di Michael Winner (1983)
- Conan il distruttore (Conan the Destroyer), regia di Richard Fleischer (1984)
- Rambo 2 - La vendetta (Rambo: First Blood Part II), regia di George Pan Cosmatos (1985)
- L'occhio del gatto (Cat's Eye), regia di Lewis Teague (1985)
- Tai-Pan, regia di Daryl Duke (1986)
- The Magic Balloon, regia di Ronald Neame (1990)

### Operatore
- The American Prisoner, regia di Thomas Bentley (1929) - non accreditato
- The Hate Ship, regia di Norman Walker (1929)
- Harmony Heaven, regia di Thomas Bentley (1930) - non accreditato
- The Flame of Love, regia di Richard Eichberg e Walter Summers (1930) - non accreditato
- Loose Ends, regia di Norman Walker (1930)
- Fiamma d'amore (The Skin Game), regia di Alfred Hitchcock (1931) - non accreditato
- The Ghost Train, regia di Walter Forde (1931)
- 7° non rubare! (Diamond Cut Diamond), regia di Maurice Elvey e Fred Niblo (1932)
- One Precious Year, regia di Henry Edwards (1933) - non accreditato
- Brewster's Millions, regia di Thornton Freeland (1935)
- Honeymoon for Three, regia di Leo Mittler (1935) - non accreditato
- Il fantasma galante (The Ghost Goes West), regia di René Clair (1935) - non accreditato
- La vita futura (Things to Come), regia di William Cameron Menzies (1936) - non accreditato
- Come vi piace (As You Like It), regia di Paul Czinner (1936)
- L'uomo dei miracoli (The Man Who Could Work Miracles), regia di Lothar Mendes (1937) - non accreditato
- The Coronation of King George VI - cortometraggio (1937)
- Le tre spie (Dark Journey), regia di Victor Saville (1937) - non accreditato
- Sangue gitano (Wings of the Morning), regia di Harold D. Schuster (1937)
- L'ultimo treno da Mosca (Knight Without Armour), regia di Jacques Feyder (1937)
- Le quattro piume (The Four Feathers), regia di Zoltán Korda (1939) - non accreditato
- The Great Mr. Handel, regia di Norman Walker (1942)
- Duello a Berlino (The Life and Death of Colonel Blimp), regia di Michael Powell e Emeric Pressburger (1943)
- Il diario di Anna Frank (The Diary of Anne Frank), regia di George Stevens (1959)
- Flamingo Blues, regia di Robbi Stevens (2004)

### Regista
- William Tell (The Story of William Tell) - incompiuto (1953)
- Decisione di uccidere (Intent To Kill) (1958)
- Sentenza che scotta (Beyond This Place) (1959)
- Scent of Mystery (1960)
- Figli e amanti (Sons and Lovers) (1960)
- La mia geisha (My Geisha) (1962)
- Il leone (The Lion) (1962)
- Le lunghe navi (The Long Ships) (1964)
- Il magnifico irlandese (Young Cassidy), co-regia di John Ford (1965)
- S.S.S. sicario servizio speciale (The Liquidator) (1965)
- Buio oltre il sole (The Mercenaries) (1968)
- Nuda sotto la pelle (The Girl on the Motorcycle) (1968)
- Penny Gold (1973)
- Follyfoot – serie TV, 4 episodi (1972-1973)
- The Mutations (1974)